# غونزالو غودوي
غونزالو غودوي (بالإسبانية: Gonzalo Godoy)‏ (17 يناير 1988 بمونتفيدو في الأوروغواي - ) هو لاعب كرة قدم أوروغواني في مركز الدفاع. لعب مع ناسيونال مونتيفيديو ويني ملطية سبور ونادي ليفربول (مونتفيدو) وديبورتيفو نوبلينس ‏ ونادي سيرو.

## روابط خارجية
- غونزالو غودوي على موقع اتحاد تركيا (لاعب) (الإنجليزية)
- غونزالو غودوي على موقع إي إس بي إن إف سي (الإنجليزية)
- غونزالو غودوي على موقع قاعدة بيانات كرة القدم.إي يو (الإنجليزية)
- غونزالو غودوي على موقع Soccerway.com (الإنجليزية)
- غونزالو غودوي على موقع عالم كرة القدم.نت (الإنجليزية)
- غونزالو غودوي على موقع AS.com (الإسبانية)